# José Vega Seoane
José Vega Seoane, Ánimas (n. Xares - f. Porto, 9 de julio de 1945), fue un guerrillero gallego antifranquista.

## Trayectoria
Ferroviario, comunista, fue miembro de la Sociedad Obrero Campesina de Xares de la UGT. Se fue a la sierra a fines de 1936, y se unió al partido de Manuel Álvarez Arias Bailarín en la Sierra del Eje. En 1940 pasó al juego de Alfredo Yáñez Aguirre con el resto del juego de Bailarín. Operaban en El Barco de Valdeorras, Viana del Bollo, La Gudiña, Cabrera y Ponferrada. Fue uno de los guerrilleros que intentó salir de Galicia vía Portugal el 27 de julio de 1940. Participó en la constitución de la Federación Guerrillera de León-Galicia. Tras el tercer Congreso de la Federación aparece en el II Agrupamiento al frente de uno de sus destacamentos. Murió el 9 de julio de 1945 en Penas Brancas, en la Sierra de Corbaceira (Porto), al estallar una granada sobre una patrulla de la Guardia Civil. En esa acción murieron cuatro guardias civiles.